# Diffun
Diffun ist eine Stadtgemeinde in der philippinischen Provinz Quirino. Im Jahre 2015 zählte sie 52.569 Einwohner.
Diffun ist in die folgenden 33 Baranggays aufgeteilt:
| - Aklan Village - Andres Bonifacio - Aurora East - Aurora West - Baguio Village - Balagbag - Bannawag - Cajel - Campamento - Diego Silang - Don Faustino Pagaduan | - Don Mariano Perez - Doña Imelda - Dumanisi - Gabriela Silang - Gregorio Pimentel - Gulac - Guribang - Ifugao Village - Isidro Paredes - Liwayway - Luttuad | - Magsaysay - Makate - Maria Clara - Rafael Palma - Ricarte Norte - Ricarte Sur - Rizal - San Antonio - San Isidro - San Pascual - Villa Pascua |